# Cividate al Piano
Cividate al Piano ist eine italienische Gemeinde mit 5025 Einwohnern (Stand 31. Dezember 2023) in der Provinz Bergamo, Region Lombardei.

## Geographie
Die Nachbargemeinden sind Calcio, Cortenuova, Martinengo, Palosco, Pontoglio (BS) und Urago d’Oglio (BS).

## Sehenswürdigkeiten
- Castello Rocca di Cividate (12./13. Jahrhundert)
- Die Pfarrkirche San Nicolò (1237 erstmals in Dokumenten erwähnt), im 16. Jahrhundert renoviert und im 18. Jahrhundert komplett umgebaut.
- Ebenfalls erwähnenswert sind die Kirche Santa Margherita, die Kirche San Luigi und die Kapelle Beata Vergine dei Campiveri, die im 19. Jahrhundert errichtet wurde.